# Манастир Томић
Манастир Томић је женски православни манастир који припада Епархији браничевској Српске православне цркве. Смештен у шуми, недалеко од села Војска у општини Свилајнац.
Манастирска црква посвећена је светом апостолу Томи. Претпоставља се да његово име не долази од имена ктитора, већ од деминутива имена светитеља коме је црква посвећена.
Старешина манастира је игуманија Сергија (Петровић), на челу од 2005. године. Духовник манастира је архимандрит Николај (Руменић).

## Историја
Манастир је подигнут је у време деспота Стефана. Први пут се помиње 1467. године у "Тефтеру браничевског субашилука", под именом "Идин", уписан заједно са
селом Војска. Из "Тефтера" се може видети да манастир плаћа Турцима порез у износу од 20 акчи што указује
да је у то време манастир био сиромашан. Старо име манастира "Идин" је вероватно грешка турског писара који
је, претпоставља се, "Ваведење" скратио у "Идин" али то је нерешена претпоставка година јер се помиње као манастир код села Грнчар, који су данас делови два села близу овог манастира. Народ је обнављао манастир Томић, а обновљене су и две манастирске зграде. Томић припада Ресавској Светој гори.
Томић је активан женски манастир.